# Deutsche Botschaft Moskau

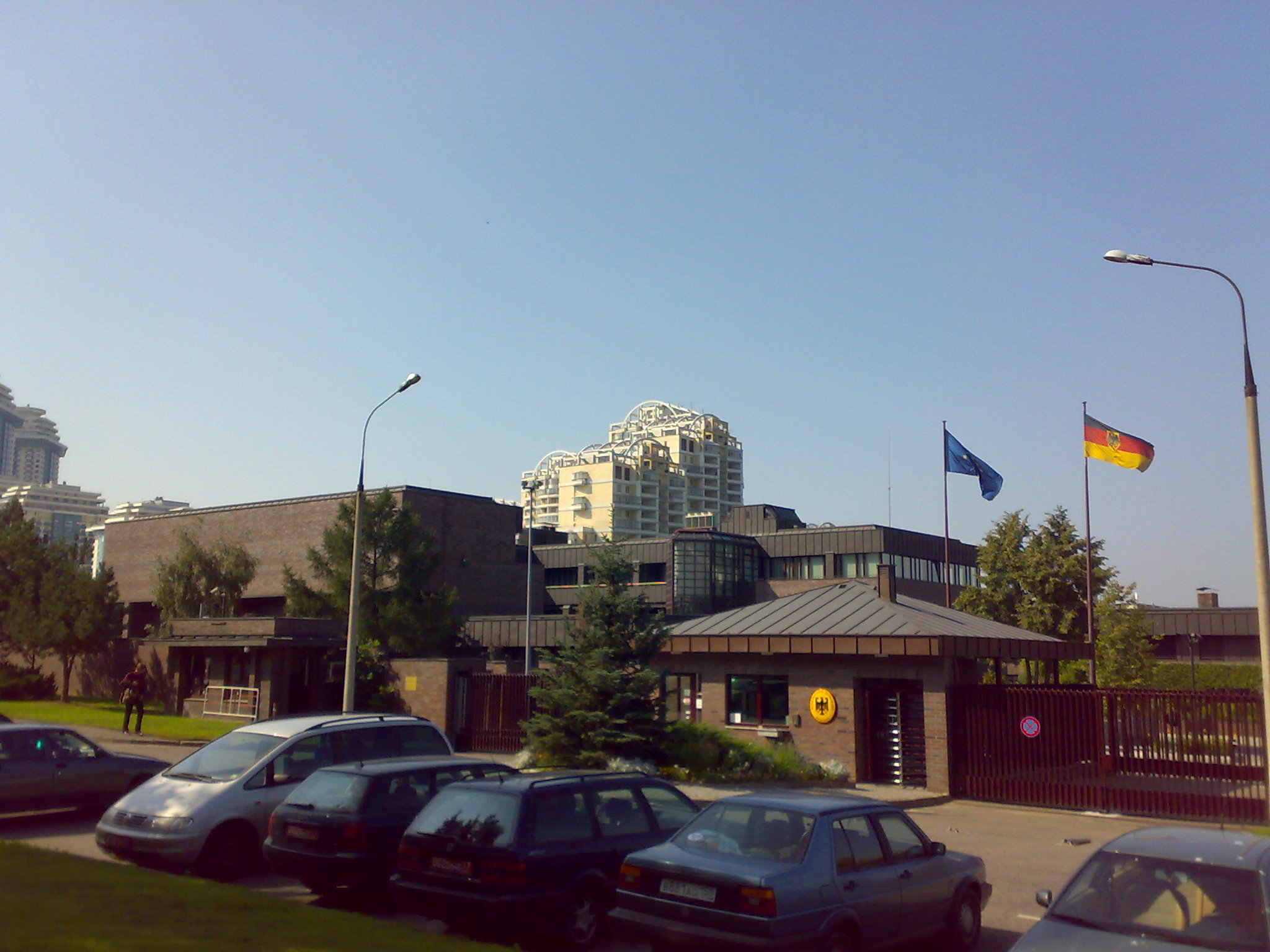
Botschaftsgebäude

Die Deutsche Botschaft Moskau ist die diplomatische Vertretung der Bundesrepublik Deutschland in der Russischen Föderation. Sie liegt im Westlichen Verwaltungsbezirk der russischen Hauptstadt Moskau an der Mosfilmowskaja. Botschafter ist seit 2023 Alexander Graf Lambsdorff.

## Geschichte

### Die Botschaft bis 1941
Der Deutsche Botschafter im Russischen Reich residierte bis 1914 in Sankt Petersburg (Petrograd). Erst unter Botschafter Wilhelm von Mirbach-Harff erfolgte der Umzug nach Moskau in die Villa Berg (Deneschni Pereulok 5, heute Sitz der italienischen Botschaft). Am 6. Juli 1918 wurde von Mirbach-Harff im Gebäude der deutschen Botschaft in Moskau von Jakow Blumkin und Nikolai Andrejew erschossen. Kommissarischer Nachfolger von Mirbach-Harffs als deutscher Botschafter wurde für kurze Zeit Karl Helfferich. Als Botschafter fungierte ab 1921 dann Kurt Wiedenfeld. Ab 1922 war es Ulrich von Brockdorff-Rantzau, der sich bemühte, ein gutes Verhältnis zur Sowjetunion aufzubauen, zugleich aber eine zu enge Anlehnung Deutschlands an sie zu vermeiden. Der militärischen Kooperation beider Staaten trat er energisch entgegen, was ihn vor allem in Konflikt mit der deutschen Heeresleitung brachte. Brockdorff-Rantzau trug wesentlich zum Zustandekommen des Berliner Vertrags (1926) zwischen dem Deutschen Reich und der Sowjetunion bei. Nach dem Tod Brockdorff-Rantzaus 1928 folgte Herbert von Dirksen. Ihm gelang es nicht, das deutsch-sowjetische Verhältnis nachhaltig zu verbessern. Rudolf Nadolny folgte Dirksen im August 1933 auf dem Botschafterposten in Moskau, trat aber wegen der ihm zu sowjetfeindlichen Außenpolitik seiner Regierung schon 1934 wieder zurück. Sein Nachfolger Friedrich-Werner Graf von der Schulenburg trat für eine Verständigung zwischen Deutschland und der UdSSR ein und war maßgeblich am Zustandekommen des deutsch-sowjetischen Nichtangriffspakts vom August 1939 beteiligt. Er versuchte, den deutschen Überfall auf die Sowjetunion am 22. Juni 1941 zu verhindern. Er warnte, die UdSSR sei militärisch stark und ihre Industriereserven praktisch unangreifbar. Nach dem Beginn des Krieges gegen die Sowjetunion 1941 wurde die Botschaft geschlossen, Schulenburg in Moskau einige Wochen interniert und dann an der türkischen Grenze abgeschoben.

### Nach dem Zweiten Weltkrieg
Diplomatische Beziehungen zwischen der DDR und der Sowjetunion bestanden vom 15. Oktober 1949 bis zum Ende der DDR 1990 (siehe Liste der Botschafter der DDR). DDR-Botschaft und Kanzlei waren am Lenin-Prospekt untergebracht. Nachdem die Sowjetunion am 25. Januar 1955 den Kriegszustand mit Deutschland für beendet erklärt hatte, kehrten die letzten deutschen Soldaten aus sowjetischer Kriegsgefangenschaft zurück. Daraufhin unterhielt die Sowjetunion ab September 1955 diplomatische Beziehungen auch zur Bundesrepublik Deutschland, da diese darin auch ein mögliches Mittel zur Überwindung der Spaltung Deutschlands und zur Wiederherstellung der deutschen Einheit sah. Erster Botschafter war Wilhelm Haas. Die bundesdeutsche Botschaft residierte ab 1956 in einer kleinen Gründerzeitvilla (erbaut von Iwan Abramowitsch Morosow) an der uliza Bolschaja Grusinskaja 17. Auf den deutschen Ingenieur Horst Schwirkmann, der in der Deutschen Botschaft Moskau Mitte der 1950er Abhörwanzen bei den Telefonanlagen entdeckt hatte, wurde 1964 ein Attentat verübt.

### Neubau ab 1984
Die Gebäude des Botschaftskomplexes und die Außenanlagen an der uliza Mosfilmowskaja 56 wurden von 1984 bis 1992 nach Plänen der Architekten Hans Mensinga und Dieter Rogalla & Partner (beide ehemalige Mitarbeiter des renommierten Hamburger Architekturbüros Spengelin) ausgeführt. Die Bauleitung oblag der Bundesbaudirektion, ausführendes Unternehmen war Hochtief. Im Laufe der Bauarbeiten mussten zunehmend Handwerker aus Deutschland beauftragt werden, da vor Ort die gewünschten Kompetenzen nicht vorhanden waren. Ebenso mussten sämtliche Materialien für den Innenausbau wegen vor Ort schlechter Verfügbarkeit und aus Qualitätsgründen aus Deutschland angeliefert werden. Die Gesamtkosten beliefen sich auf rund 186 Millionen Deutsche Mark.
Als Kunst am Bau wurden folgende Werke installiert:
- Franz Bernhard: »Kopf«, Skulptur
- Barbara Haim: »Oval«, Säulenskulptur
- Robert Schad: »Im (Weiten) Sinn«, Skulpturales Ensemble

Die neu erbaute Botschaft blieb auch nach der Wiedervereinigung Sitz der diplomatischen Vertretung der Bundesrepublik Deutschland.
In Sankt Petersburg besteht ein deutsches Generalkonsulat. Honorarkonsuln der Bundesrepublik Deutschland sind in Kasan, Saratow und Wladiwostok bestellt und ansässig.